# The New York Times Best Seller list
Die New-York-Times-Bestsellerliste (englisch New York Times Best Seller list) gilt weithin als die bedeutendste Liste der meistverkauften Bücher in den Vereinigten Staaten. Die Bestsellerliste wird seit dem 12. Oktober 1931 wöchentlich in der New York Times Book Review veröffentlicht. Hieraus entstanden Listen in verschiedenen Kategorien:  Fiktion und Sachbuch, Hardcover, Taschenbuch, E-Book und verschiedene Genres.

## Zusammenstellungsmethodik
Die Rankings spiegeln die Verkaufszahlen wider, die von Anbietern mit einer breiten Palette von Titeln des allgemeinen Interesses vertraulich gemeldet worden sind. Jede Woche berichten Tausende von verschiedenen Verkaufsstellen ihre tatsächlichen Verkäufe von Hunderttausenden einzelnen Titeln. Das Verzeichnis der berichterstattenden Einzelhändler ist umfassend und spiegelt den Umsatz in Geschäften aller Größen und Strukturen in den Vereinigten Staaten wider. Die Bericht erstattenden Buchhändler sind sowohl gut etablierte Anbieter sowie auch aufstrebende Neugründungen. Die Verkaufsstellen für Druckbücher umfassen viele Hunderte von unabhängigen Bucheinzelhändlern: nationale, regionale und lokale Ketten; Unterschiedliche Online- und Multimediahändlern; Supermärkte, Universitäten, Kaufhäuser. E-Buch-Rankings machen den Umsatz von führenden Online-Anbietern von E-Books in einer Vielzahl von beliebten E-Reader-Formate sichtbar.

## Kritik
Die Liste wurde von Autoren, Verlagen und andere für eine mangelhafte Zählweise der wahren Bestseller kritisiert. Diese Kritik besteht seit der Entstehung der Liste. So sind z. B. Bestsellerlisten ein schlechter Indikator für den Umsatz eines Buches über mehrere Jahre, da sie Markterfolge nur über einen sehr kurzen Zeitraum abbilden.